# Spirit (immobilier)
Pour les articles homonymes, voir Spirit.
 (novembre 2023).
 (septembre 2022).
Spirit, anciennement Keops, est un groupe immobilier français. Il est également présent en Espagne,.

## Historique
En 1988, Jean-Claude Bertojo fonde Keops, société spécialisée dans les métiers de l’immobilier,.
Keops exerce plusieurs activités : transactions en immobilier tertiaire, agences immobilières et cabinet d’administration de biens ainsi que promotion immobilière.
Entre juillet 2000 et juillet 2003, le groupe cède progressivement ses activités de services au groupe Crédit Foncier Caisse d’Epargne afin de se concentrer sur la promotion immobilière et l’investissement locatif. Il prend alors la dénomination de Spirit (2003).
D’abord structurée autour de quatre métiers (immobilier résidentiel, immobilier d'entreprise, commercialisation de biens immobiliers neufs et investissement locatif), l’activité du groupe évolue et se réorganise. Spirit s’articule autour de trois pôles : la promotion résidentielle, l’immobilier d’entreprise et la gestion d’actifs immobiliers,, et s’appuie sur trois filiales : : Spirit Immobilier, Spirit Entreprises et Spirit REIM.
Historiquement concentrée sur l’Ile-de-France, l’activité du groupe se développe progressivement sur l’ensemble du territoire français, tout d’abord en région Rhône-Alpes, en Alsace, puis en Provence-Alpes-Côte d’Azur avec les agences de Nice et de Marseille,. Le groupe ouvre aussi des agences à Lille, Nantes et Bordeaux.
Le groupe connaît depuis quelques années une progression constante de ses activités et de son chiffre d’affaires. En 2011, il réalise un volume d’affaires de 136 millions d’euros. La valeur des actifs détenus s’élève à 75,5 millions d’euros. Le groupe Spirit dispose alors de 59 millions d’euros de fonds propres.
En 2015, son volume d’affaires atteint plus de 200 millions d’euros. À partir de 2016, il progresse de 65 % sur trois ans pour atteindre 350 millions d’euros en 2019.
Le groupe emploie 50 collaborateurs en 2004.
Spirit réalise des opérations en : Ile-de-France, Auvergne-Rhône-Alpes, Sillon Alpin, Provence-Alpes-Côte d'Azur, Grand Est, Hauts-de-France, Pays de la Loire, Nouvelle-Aquitaine. Il est aussi implanté en Espagne.
Le groupe poursuit son développement en ouvrant de nouvelles filiales : Spirit Hospitality pour l’immobilier géré, Spirit Energies pour les énergies renouvelables, Upstone pour le crowdfunding immobilier, ToDay pour le coworking, et Spirit Grands Projets qui propose des solutions urbaines aux territoires.

## Filiales
Le groupe dispose de plusieurs filiales : Spirit Immobilier, Spirit Entreprises, Spirit REIM,, Spirit Hospitality, Spirit Energies, Spirit Grands Projets, Upstone, BPCC et ToDay.

### Spirit Immobilier
Spirit Immobilier intervient sur tous les métiers de la promotion résidentielle : recherche du foncier, conception, maîtrise d’ouvrage, suivi technique et commercialisation de programmes de logements. Spirit Immobilier gère des immeubles collectifs, des logements sociaux ou intermédiaires, des résidences, des maisons de ville, et participe à l’aménagement de nouveaux quartiers. Ses logements sont destinés aux particuliers, primo-accédants, investisseurs privés et institutionnels dont les bailleurs sociaux.
Le groupe fait partie des promoteurs qui s’engagent dans la démarche Haute qualité environnementale et la réalisation de bâtiments basse consommation.
Spirit Immobilier a des agences dans les grandes métropoles françaises à Paris, Marseille, Lyon, Nice et Strasbourg. En 2022, la filiale ouvre une nouvelle agence à Nantes.

### Spirit Entreprises
Spirit Entreprises est la filiale du groupe Spirit spécialisée en immobilier d’entreprise. Elle opère sur ce secteur depuis une vingtaine d’années.
Spirit Entreprises propose des actifs immobiliers modulables et adaptables. Elle développe des parcs d’activités,, des villas d’entreprises, des bâtiments clés en main,,, ainsi qu’une version XXL de ses parcs d’activités, nommés « Spirit Business Cluster »,,, à Chassieu, près de Lyon. Ceux-ci regroupent différents types de bâtiments ainsi que des villas d’entreprises mixant bureaux et laboratoires.
En 2019, Spirit Entreprises lance son premier Spirit Business Cluster en province, à Chassieu,, près de Lyon. Avec cette opération, la filiale amorce son développement en région.
Spirit Entreprises est l’un des premiers promoteurs en matière de certifications environnementales de parcs d’activités,,. 30 % de la surface des parcs d’activités développés par Spirit Entreprises sont végétalisés. La filiale intègre les enjeux environnementaux dès la conception de ses opérations : installation de panneaux photovoltaïques, prise en compte de la biodiversité avec notamment l’installation de nichoirs à oiseaux et ruches, et attention particulière portée à la qualité de vie au travail, etc.
En 2022, Spirit compte 80 parcs d'activités en France déjà développés ou en cours de développement dont 20 parcs en cours de commercialisation et 122 clés en main réalisés.
En 2022, Spirit Entreprises s’implante en région et ouvre sa première agence à Lyon. La filiale poursuit son développement avec Marseille, Lille, Nantes et Bordeaux.

### Spirit REIM
Spirit REIM intervient en tant qu’investisseur sur des opérations tertiaires, résidentielles, hôtelières ou hybrides. Ses actifs sont situés en France et en Espagne. Spirit REIM détient également une participation dans sa filiale Spirit REIM Services qui assure la gestion de portefeuilles d’actifs diversifiés, composés de bâtiments tertiaires et résidentiels.
En mars 2021, Spirit REIM Services, agréé par l’AMF, crée son premier fonds Esprit Pierre Résidences.
En juin 2022, la filiale complète sa gamme de fonds d’investissements immobilier, et lance son premier fonds dédié aux résidences gérées, en partenariat avec l’OPPCI Esprit Pierre Résidences. Ce nouveau fonds est labellisé « ISR Immo ».

### Upstone
En 2021, le groupe Spirit entre au capital d’Upstone, une plateforme de crowdfunding spécialisée dans l’immobilier. Ce rapprochement a pour but de permettre aux investisseurs d’accéder à des projets plus nombreux et plus diversifiés.
En 2021, Upstone compte environ 2500 investisseurs, ayant investi un total de 19,6 millions d’euros répartis sur 23 projets,,.
En mai 2022, Upstone lève 900 000 euros via six collectes successives pour financer la construction de plusieurs micro-crèches.

### ToDay
Le groupe Spirit lance ToDay Coworking en 2021, une filiale dédiée aux espaces de travail et de restauration partagés qui sont développés au sein de ses parcs d’activités.

### Spirit Grands Projets
En 2019, le groupe Spirit crée une direction des grands projets,. L’objectif de cette initiative est de favoriser la synergie entre les trois métiers du groupe et de développer des projets mixtes d’envergure (logements, bureaux, commerces…) ainsi que des produits gérés (résidences pour étudiants ou séniors, de tourisme…).
Fin 2022, le groupe lance la filiale Spirit Grands Projets, dirigée par André de Pompignan. 

## Présence à l’international
Spirit est présent en Espagne avec sa filiale d’investissement Spirit España REIM.

## Mécénat
En 2019, Spirit lance un partenariat avec la Fondation Architectes de l’urgence qui a pour objet d’apporter une aide et une assistance technique aux sinistrés de catastrophes naturelles, technologiques ou humaines.

## Récompenses
En 2018, le groupe obtient la 18e place dans le top 20 des promoteurs français selon le magazine Le Moniteur.